# Girls' Generation
Girls' Generation (korejsky: 소녀시대, romanizace: So Nyuh Shi Dae) je osmičlenná jihokorejská dívčí skupina založená společností SM Entertainment v roce 2007. Členkami jsou Taeyeon, Sunny, Tiffany, Hyoyeon, Yuri, Sooyoung, Yoona a Seohyun. Na konci září 2014 společnost SM Entertainment oznámila, že Jessica již nebude členkou. Často se skupině přezdívá SoShi (소시) nebo SNSD. V Číně jsou známé pod názvem 少女時代 (Shàonǚ Shídài; nebo Siu Nui Si Doi v Hongkongu) a v Japonsku jako 少女時代.
Skupina vydala tři korejská alba, tři minialba a několik singlů. Jejich hit Gee z roku 2009 drží rekord v korejské hudební soutěži Music Bank, kde získal devět ocenění v řadě.
V roce 2010 Girls' Generation debutovaly i na japonské hudební scéně, když přezpívaly své hity "Tell Me You Wish (Genie)" a "Gee" do japonštiny. V červnu 2011 vydaly japonské CD, které obsahovalo mimo jiné japonské verze původně korejských písniček "Run Devil Run" a "Hoot". Na přelomu let 2010 a 2011 získaly Girls' Generation ocenění za nejlepší album, umělce roku, popularitu a některé další.
31. května v Osace odstartovalo jejich první japonské turné - "The 1st Japan Arena Tour". Následující den vydaly jejich první japonské album - "Girls' Generation". Album bylo certifikované jako milionové od Nahrávacího průmyslového sdružení v Japonsku.
V druhé polovině roku 2011 odstartovalo další turné - "2011 Girls' Generatiour Tour", které skončilo až v únoru roku 2012.
Za rok 2011 Girls' Generation vydělaly společnosti SM Entertainment 88,56 milionů amerických dolarů.
V roce 2012 debutovaly i v Americe, singl "The Boys" byl nahrán i v anglické verzi a živě ho předvedli v Noční show Davida Lettermana a v Live! with Kelly and Michael.
I v roce 2013 slavily úspěch na Youtube Music awards 2013. Vyhrály ocenění "Video of the year", což vyvolalo velký poprask, porazily slavné americké umělce.

## Diskografie

### Korejská diskografie

#### Studiová alba
- 2007: Girls' Generation
- 2010: Oh!
- 2011: The Boys
- 2013: I Got a Boy
- 2015: Lion Heart
- 2017: Holiday Night
- 2022: Forever 1

#### Re-edice
- 2008: Baby Baby
- 2010: Run Devil Run

#### Extended Play
- 2009: Gee
- 2009: Tell Me Your Wish (Genie)
- 2010: Hoot
- 2014: Mr. Mr.

#### Live alba
- 2010: The 1st Asia Tour Concert: Into the New World
- 2011: 2011 Girls' Generation Tour

#### DVD
- 2011: All About Girls' Generation: Paradise in Phuket
- 2011: Girls' Generation The 1st Asia Tour: Into the New World

### Japonská diskografie

#### Studiová alba
- 2011: Girls' Generation
- 2012: Girls' Generation II: Girls and Peace
- 2013: Love & Peace

#### Re-edice
- 2011: The Boys

#### Singly
- 2010: Genie
- 2010: Gee
- 2011: Mr. Taxi/Run Devil Run
- 2012: Paparazzi
- 2012: Oh!/All My Love Is For You
- 2012: Flower Power
- 2013: Love & Girls
- 2013: GALAXY SUPERNOVA
- 2013: My oh My
- 2015: Catch Me If You Can